# 天蠶變 (1981年遊戲)
《天蚕变》是1981年益智游戏，由菲弗尔夫妇开发，美国太东在街机平台发行。

## 评价
游戏是1981年日本第五大创收街机游戏。
《天蚕变》及家用机版获得正面评价。游戏原创理念构思得到称赞，并被称为文化现象。